# Věra Lišková-Traubová
Věra Lišková, provdaná Traubová (19. října 1909 Švábenice - 20. listopadu 1944 Brno) byla česká literární kritička.

## Život
Narodila se 19. října 1909 ve Švábenicích na Vyškovsku v rodině revidenta Stanislava Lišky. Od dětství žila v Brně - Králově Poli, kde měla také sídlo otcova firma dodávající nábytek. Od deseti let studovala na reálném gymnáziu v Králově Poli. Po maturitě v roce 1928 odjela do Paříže a zůstala tam do sklonku roku. Pak studovala českou a francouzskou filologii a moderní literaturu na Filozofické fakultě Masarykovy univerzity. V květnu 1934 úspěšně odpromovala na základě disertace Studie o próze Ant. Sovy. Po doktorátu se provdala. Jejím manželem byl právník Jiří Rostislav Traub, syn brněnského historika a učitele Hugo Trauba a Ely Traubové. Úspěšně se věnovala literární kritice, redigovala a psala literárně-vědnou práci o románu. V listopadu 1944 tragicky zahynula ve svém bydlišti při spojeneckém bombardování Brna.

## Dílo
- SOUČKOVÁ, Milada, HAVRÁNEK, Bohuslav (eds.): Posmrtný odlitek z prací Věry Liškové. Praha : Melantrich, 1945